# Olona meridionale
(Gianni Brera, Invectiva ad Patrem Padum, Guerin Sportivo, 28 ottobre 1963)
L'Olona (Ulòna in lombardo occidentale), detto anche Olona inferiore o Olona meridionale, è un fiume italiano lungo 40 km, il cui tracciato si sviluppa interamente in provincia di Pavia.
L'omonimia con il fiume Olona che scorre nelle province di Varese e Milano deriva dal fatto che originariamente si trattava di due tronconi dello stesso fiume, deviato dagli antichi Romani nel suo tratto superiore verso Milano per portare acqua al fossato delle mura difensive della città.
Di conseguenza, il fiume non ha appellativi: la distinzione "inferiore" o "meridionale" è dettata esclusivamente dall'esigenza di distinguerlo dall'omonimo corso d'acqua che termina il suo corso a Milano e che è chiamato "Olona settentrionale" per il medesimo motivo.

## Ultimo tratto dell'antico Olona

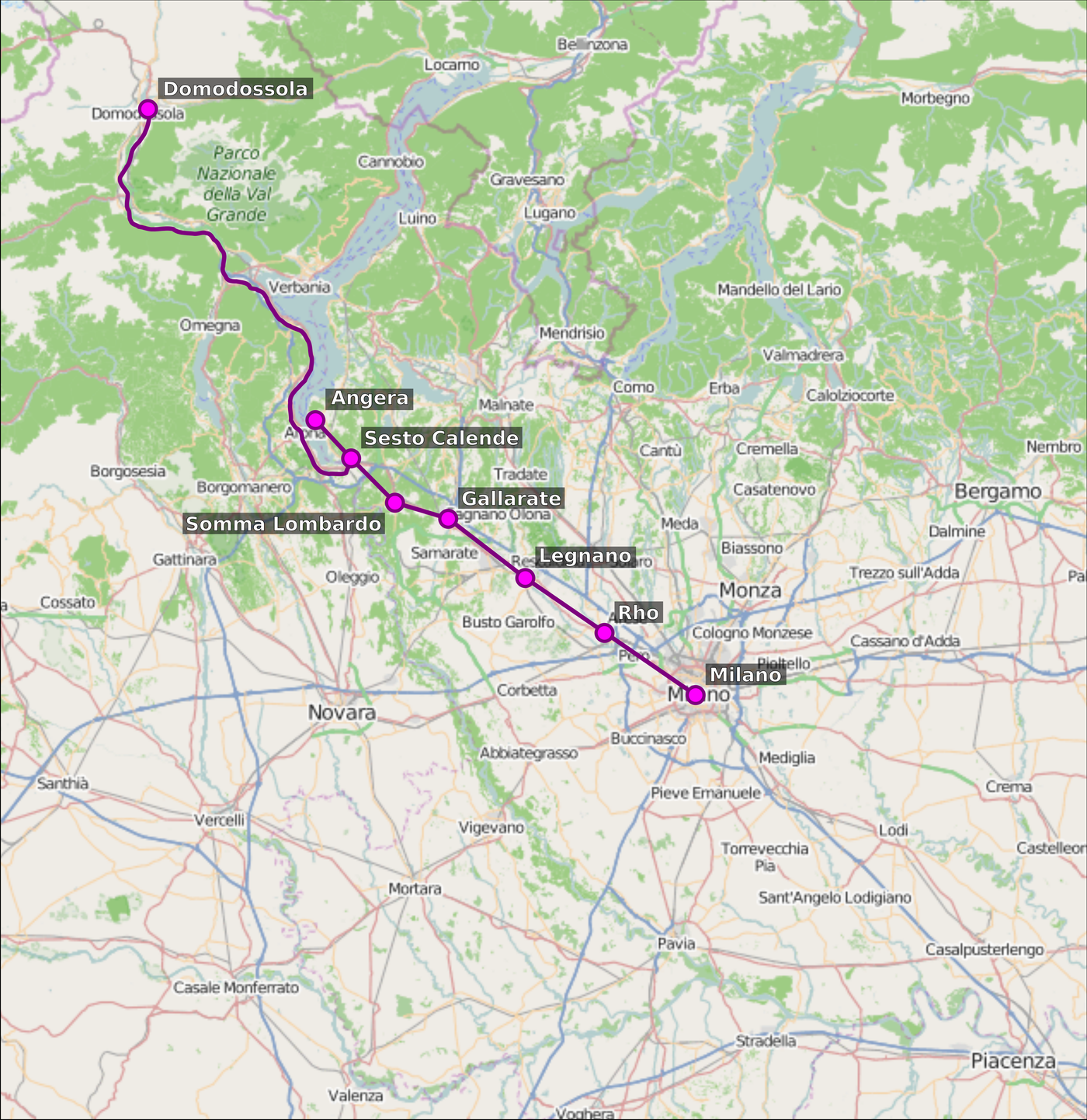
Percorso della via Mediolanum-Verbannus

L'Olona inferiore nasce dalla confluenza della roggia Olonetta e del Roggione nel territorio della cascina Settimo, al limite con la cascina Corbesate, frazioni di Bornasco in provincia di Pavia, e sfocia nel Po a San Zenone al Po. Nel suo breve percorso, arricchito da acque naturali (fontanili) e rogge, origina a sua volta altri importanti canali irrigui (roggia Grande, roggia Castellara), in un territorio caratterizzato dalla preponderanza della coltura del riso.
È generalmente accreditata l'ipotesi che, prima della deviazione da parte dei Romani dell'Olona da Rho a Milano (I-II secolo), questo fosse l'ultimo tratto dell'Olona che nasce alla Rasa di Varese. Di questo parere anche il Nangeroni che descrive l'Olona inferiore come il terzo tratto, "scavato e terrazzato" del vecchio Olona.
L'Olona, originariamente, all'altezza di Lucernate, frazione di Rho, proseguiva lungo il suo alveo naturale piegando verso sud e attraversando la moderna Settimo Milanese per poi passare a diversi chilometri da Milano percorrendo in seguito l'alveo del moderno Olona inferiore o meridionale e sfociare nel Po a San Zenone. L'Olona fu deviato dagli antichi Romani verso Milano a causa del fabbisogno d'acqua della popolazione della città, diventata molto numerosa con il passare dei secoli: il modesto regime idrico di Seveso e Merlata non era infatti più sufficiente a soddisfare le sue necessità.
L'Olona fu deviato verso Milano anche per un altro motivo: avere un corso d'acqua che costeggiasse interamente la via Mediolanum-Verbannus, antica strada romana che congiungeva Mediolanum (la moderna Milano) con il Verbannus Lacus (il Lago Verbano, ovvero il Lago Maggiore). Parte del tracciato della via Mediolanum-Verbannus, che venne utilizzato anche nel Medioevo e nei secoli seguenti, fu ripreso da Napoleone Bonaparte per realizzare la strada statale del Sempione.
Gli antichi Romani reputarono fondamentale avere una via d'acqua che costeggiasse la via Mediolanum-Verbannus per dare un cospicuo incremento ai commerci lungo questa strada, soprattutto considerando il maggiore carico trasportabile sui barconi fluviali rispetto al semplice trasporto terrestre. L'opera di deviazione dell'Olona verso Milano venne realizzata in concomitanza alla costruzione della via Mediolanum-Verbannus, ovvero nei primi anni dell'Era volgare, cioè tra la fine dell'era repubblicana e i primi decenni dell'età imperiale romana.
Il nuovo alveo artificiale dell'Olona fu scavato ex novo solo per un breve tratto: giunti a Rho al torrente Bozzente, che proseguiva il suo percorso verso Milano riversandosi poi nel Merlata, i progettisti allargarono il letto del Bozzente per poter accogliere una maggior portata d'acqua.

## Idrografia

### Risaie, mais e pioppeti

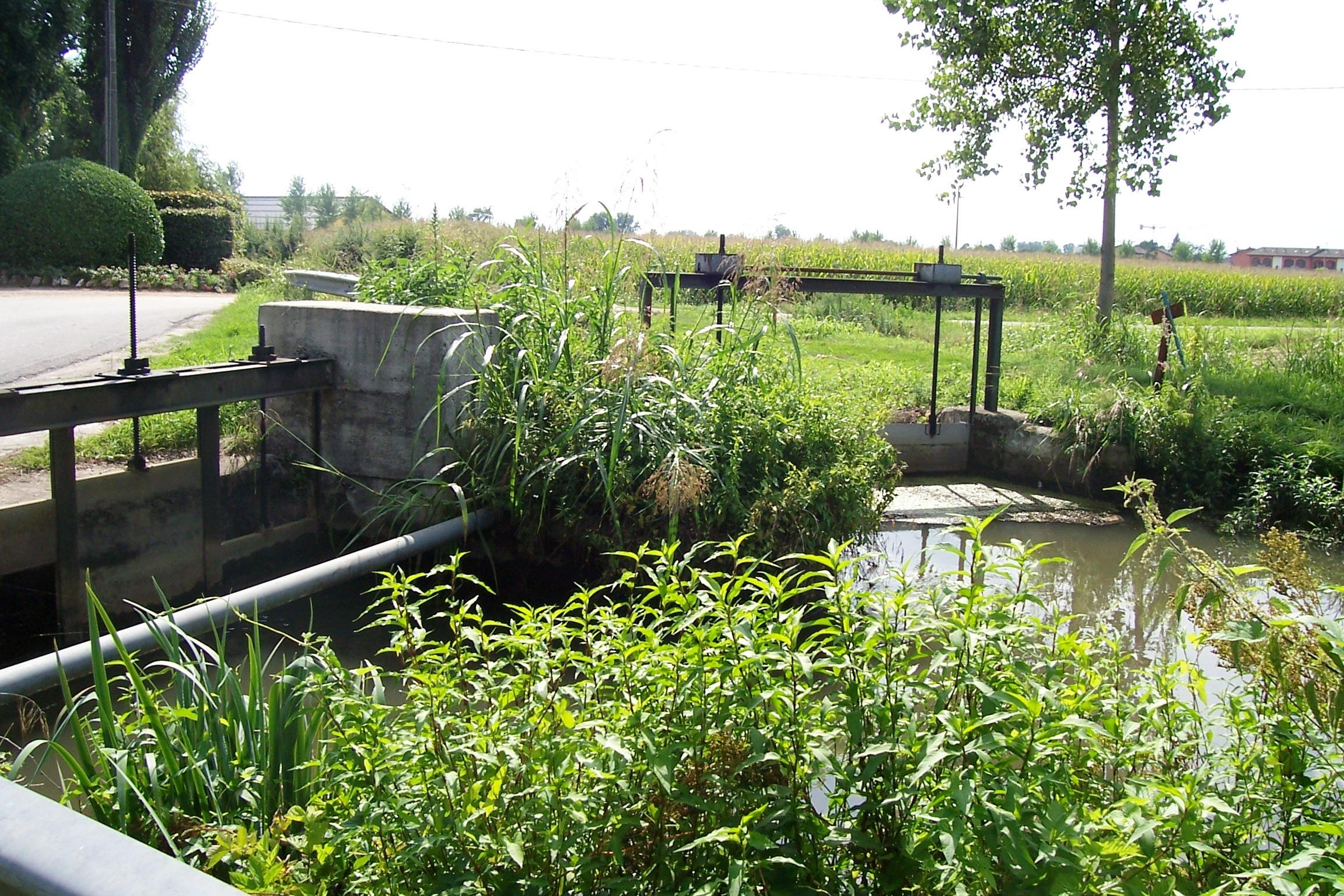
Dalla paratoia a destra di questo fontanile, a Misano frazione di Bornasco, inizia la roggia Olonetta

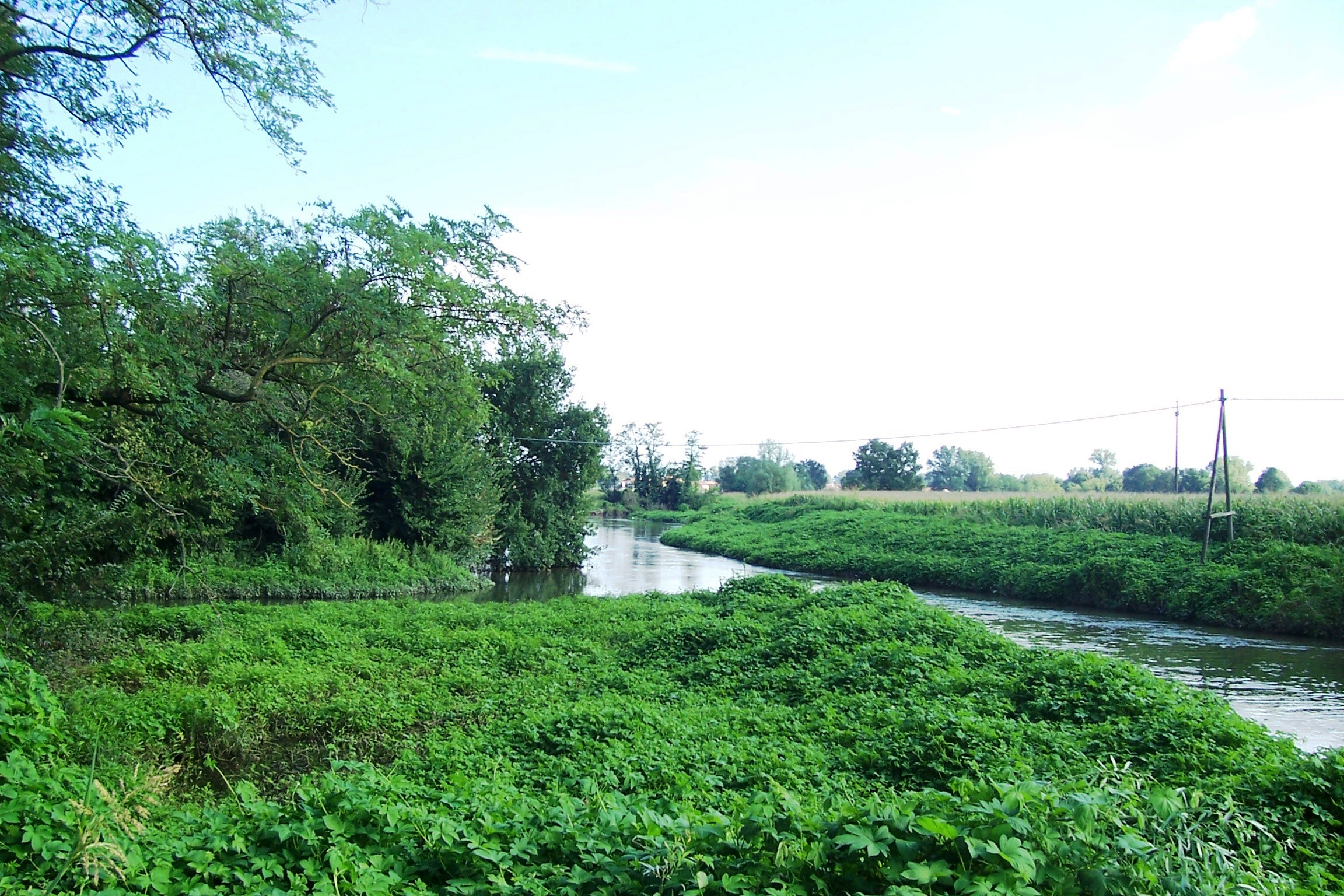
L'Olonetta, a sinistra della foto, confluisce nel Roggione a Bornasco. Da questo punto in poi, il corso d'acqua che ne deriva prende il nome di Olona inferiore o meridionale

Lo scavo del Naviglio Grande, a partire dal XII secolo, intercettò nel Milanese occidentale le acque provenienti da nord (sponda sinistra) ridistribuendole da bocche irrigue in sponda destra talvolta in alvei naturali e talaltra artificiali. Uno di questi è probabilmente il letto antico dell'Olona, anche se non è facile individuare con sicurezza quale: sta di fatto che l'Olona inferiore è originato dagli apporti idrici della rete irrigua del Naviglio Grande, in particolare cavo Borromeo, roggia Caronna (o Carona), roggia Colombana, dalla rete drenante e dalle fognature. In particolare, a Misano Olona, dallo sdoppiamento, a scopo irriguo, delle acque di un fontanile, si formano due rogge, l'Olonetta e la Misana, che si riuniscono a sud di Settimo e sfociano nel Roggione, che si forma nelle campagne a sud di Lacchiarella: da quel momento il corso d'acqua, pur avendo ricevuto una portata molto ridotta rispetto alla propria, cambia nome ed è l'Olona inferiore.
Con acque copiose, accompagnato sulle rive da una striscia di bosco in cui dominano ancora essenze autoctone quali il salice e il carpino bianco, scende nel tipico paesaggio della bassa Lombardia, tra risaie, estensioni di mais, prati e filari di pioppi, attraverso i territori di Lardirago, Vialone, Cura Carpignano, Copiano, Genzone, Corteolona, Costa de' Nobili e San Zenone al Po. Tranne quest'ultimo, non attraversa i centri abitati, ma scorre nelle campagne circostanti. La corrente è rapida per il dislivello tra il "terrazzo" della pianura e il solco del Po e vi sono tre chiuse di contenimento, una a Genzone, una a Vistarino e l'altra a Ca' Giulia a Costa de' Nobili, che favoriscono le derivazioni. Dalla prima si voleva ricavare un nuovo alveo poi abbandonato (Olona nuovo) e ne è rimasta un'isola coperta di fitto bosco; dalla terza si stacca il cavo Ravano.
Il "Programma di tutela e uso delle acque" (PTUA), approvato nel 2006, indica la necessità di costruire lungo il corso sei depuratori per eliminare la contaminazione da prodotti usati in agricoltura

### Piene disastrose
Gianni Brera, il 26 settembre 1947, descrisse così i danni causati dalla piena del fiume a San Zenone al Po, il paese ove ha termine il fiume:
(Gianni Brera, Il Campanone, 26 settembre 1947)

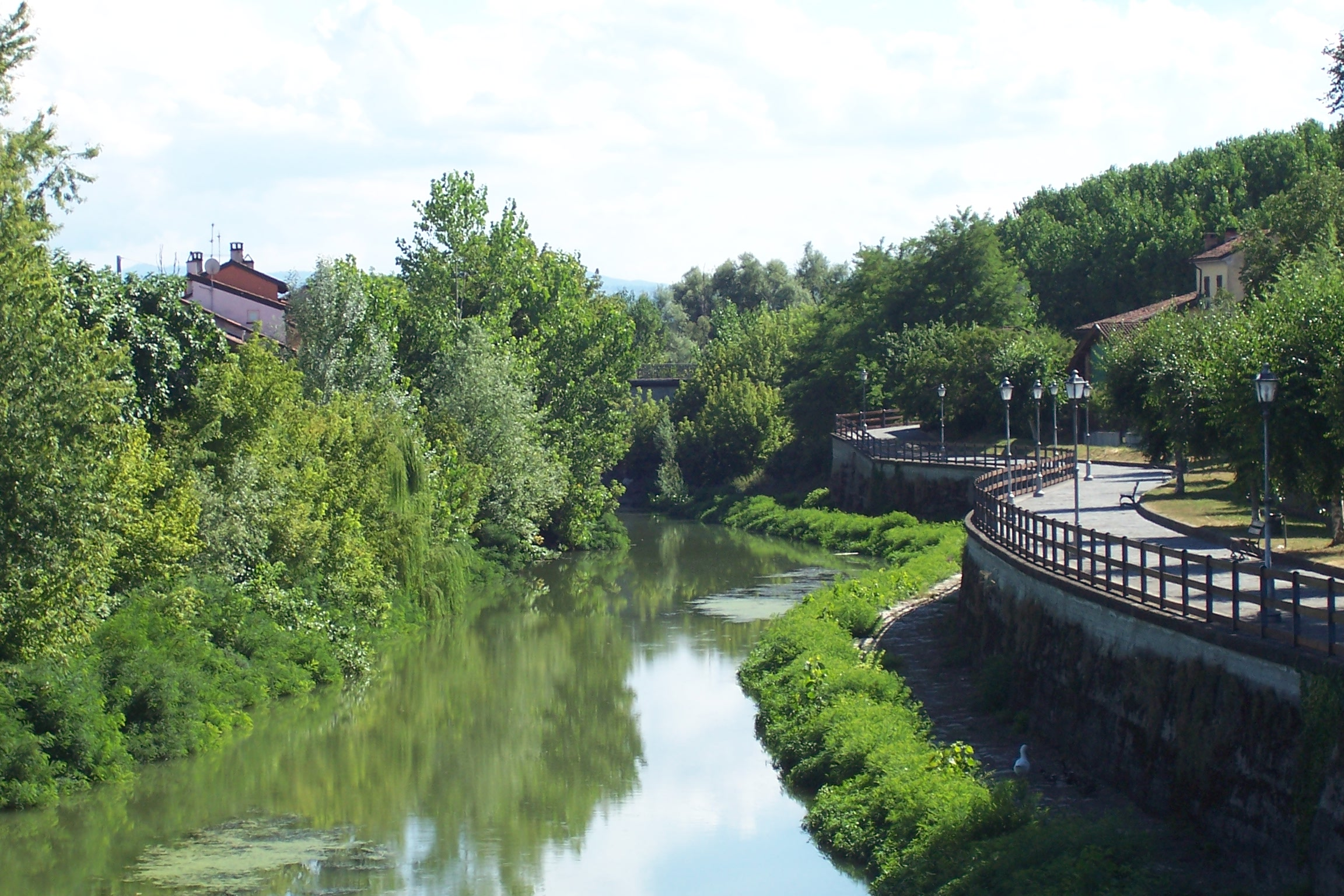
San Zenone, l'Olona scende al Po accompagnato da una strada pedonale opportunamente rialzata

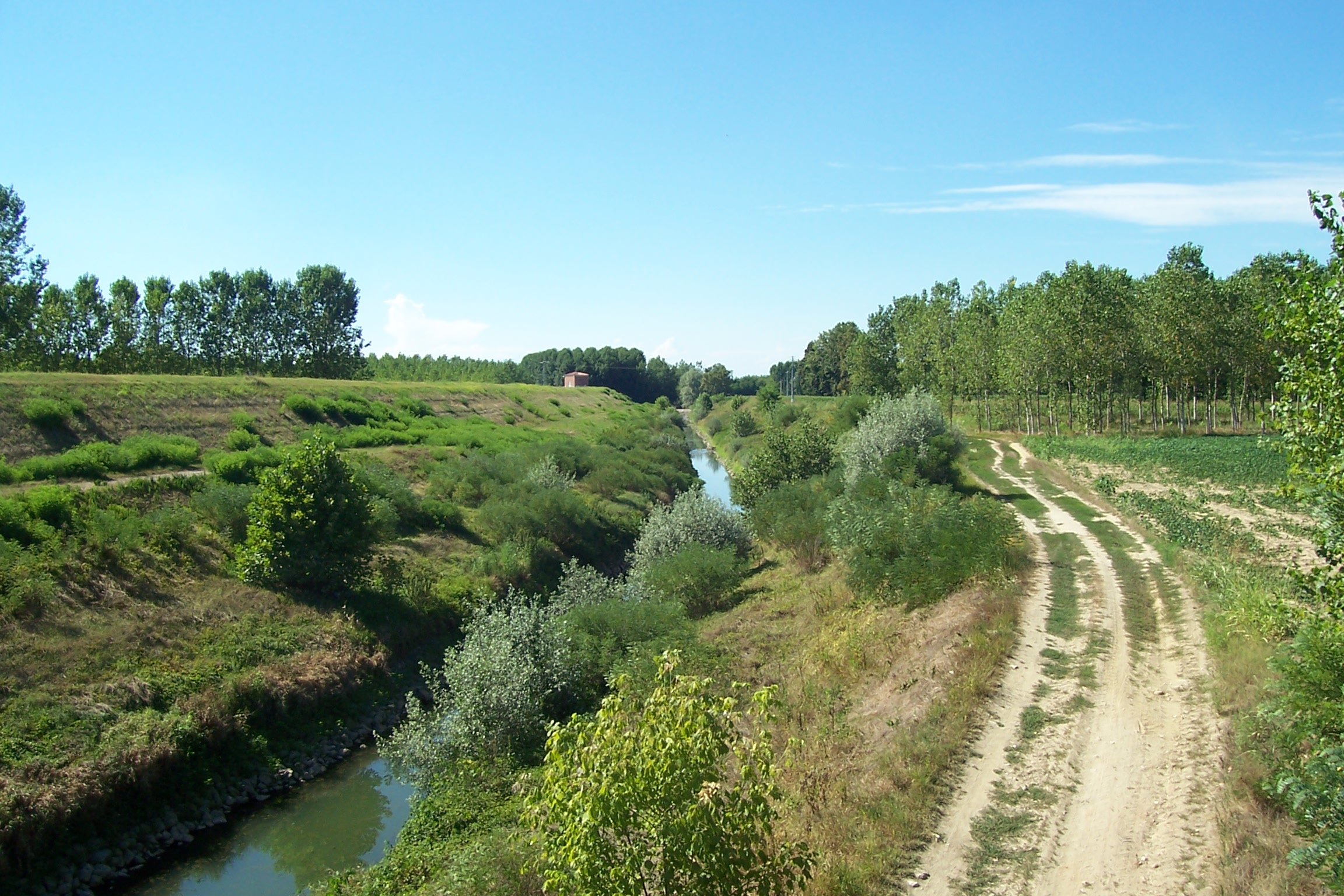
L'Olona nuovo a San Zenone: il robusto argine a sinistra nella foto protegge il paese

Quando maltempo e piogge persistenti colpiscono l'alta pianura, gli antichi e non del tutto svelati collegamenti tra il bacino milanese e l'Olona inferiore sembrano appalesarsi: tutti gli adduttori diretti o indiretti si gonfiano e dopo il tempo necessario alla scorrimento delle acque, il fiume cresce a sua volta. A ciò, solitamente, si abbina l'aumento del livello del Po, che così rigurgita invece di accogliere le piene. Per evitare questo fenomeno ricorrente, negli anni novanta attorno a San Zenone venne scavato, a cura dall'Autorità di bacino, un deviatore chiamato anche questo Olona nuovo, in grado di scaricare le piene a valle della cittadina. Con quest'intervento il regime idrologico del fiume è praticamente tutto artificiale e non si dovrebbero verificare eventi come quello narrato da Giovanni Brera, ma i piccoli fiumi del nodo critico Lambro Seveso Olona continuano a riservare spiacevoli sorprese. La densità abitativa e le attività antropiche del bacino sono talmente elevate da non consentire ottimismi di maniera.

## Comuni attraversati
- Belgioioso
- Bornasco
- Ceranova
- Copiano
- Corteolona e Genzone
- Costa de' Nobili
- Cura Carpignano
- Filighera
- Lardirago
- Roncaro
- Sant'Alessio con Vialone
- San Zenone al Po
- Siziano
- Spessa
- Torre de' Negri
- Vidigulfo
- Vistarino
- Zeccone

## Galleria d'immagini

### L'Olona inferiore a Costa de' Nobili

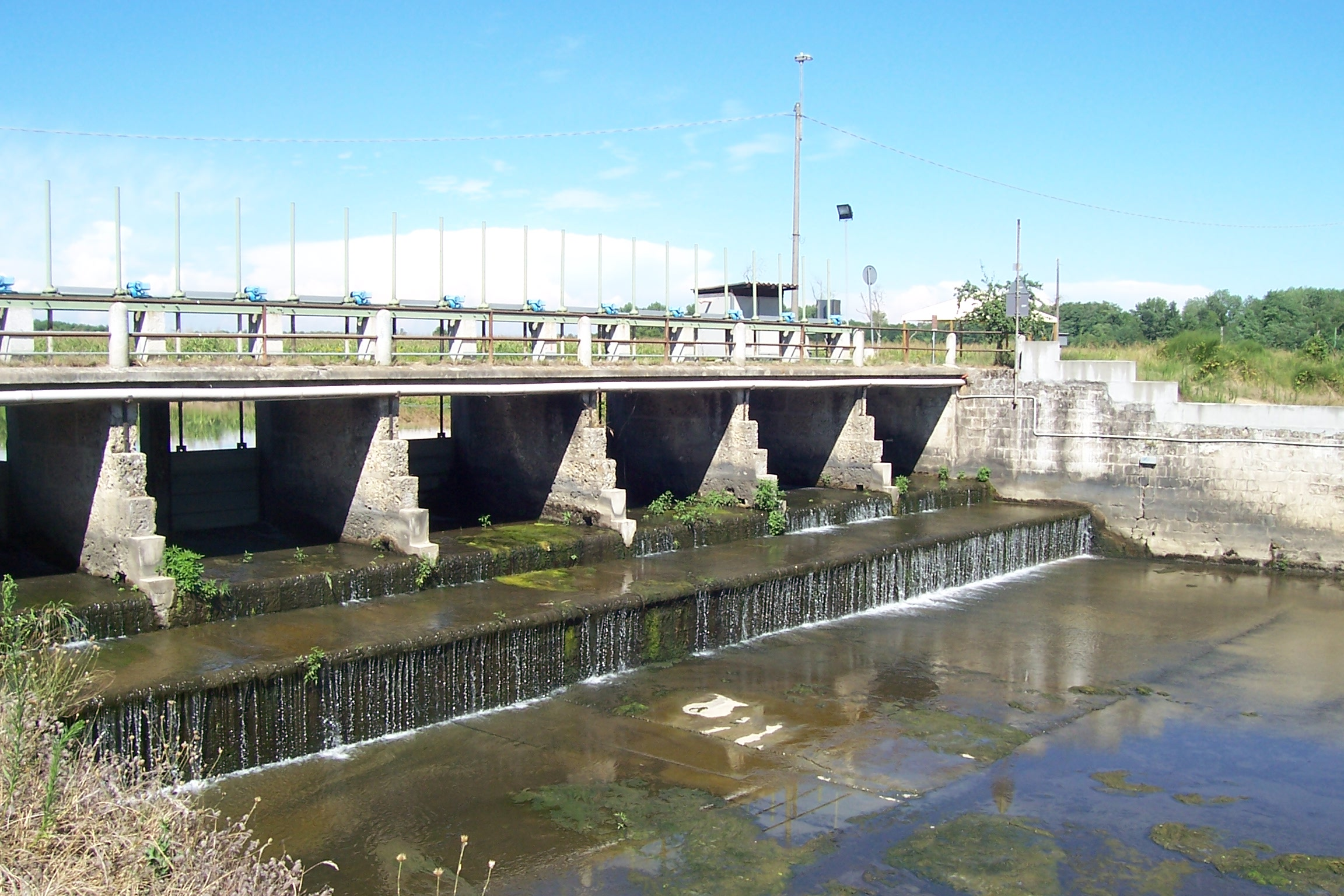
La "travaca" di Costa de' Nobili
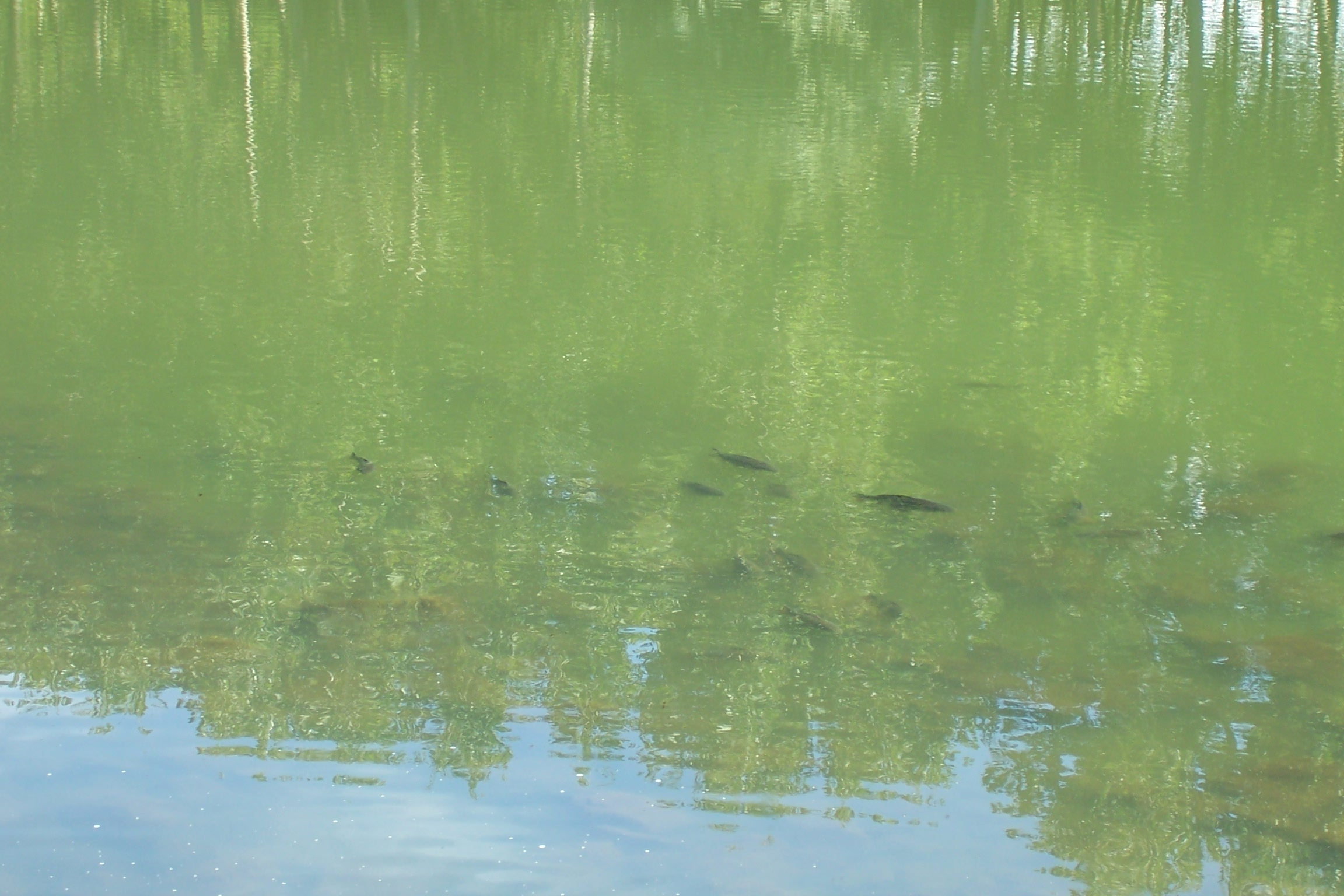
Pesci nel bacini sotto la chiusa
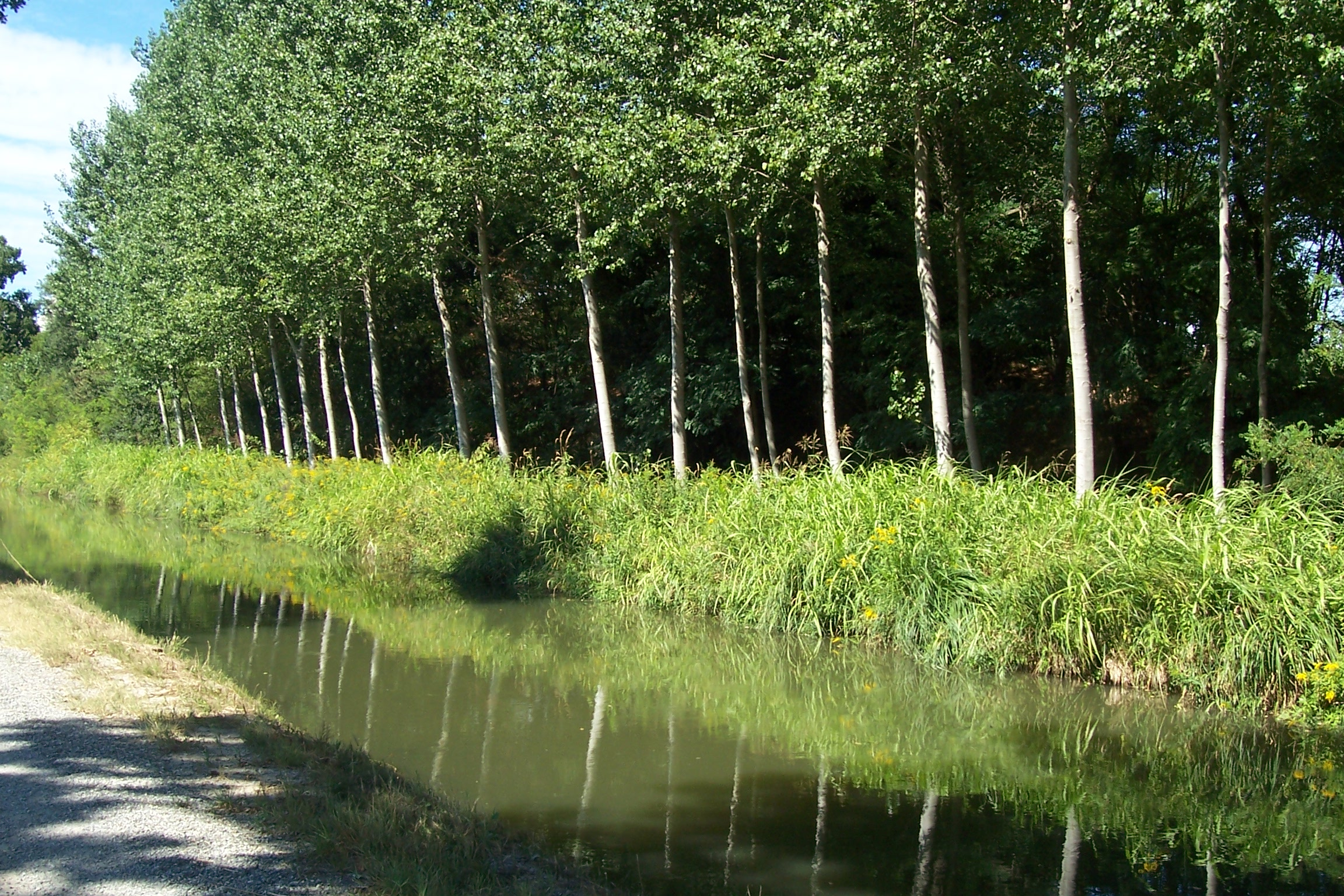
Il cavo Ravano originato dall'Olona

### Lungo il percorso

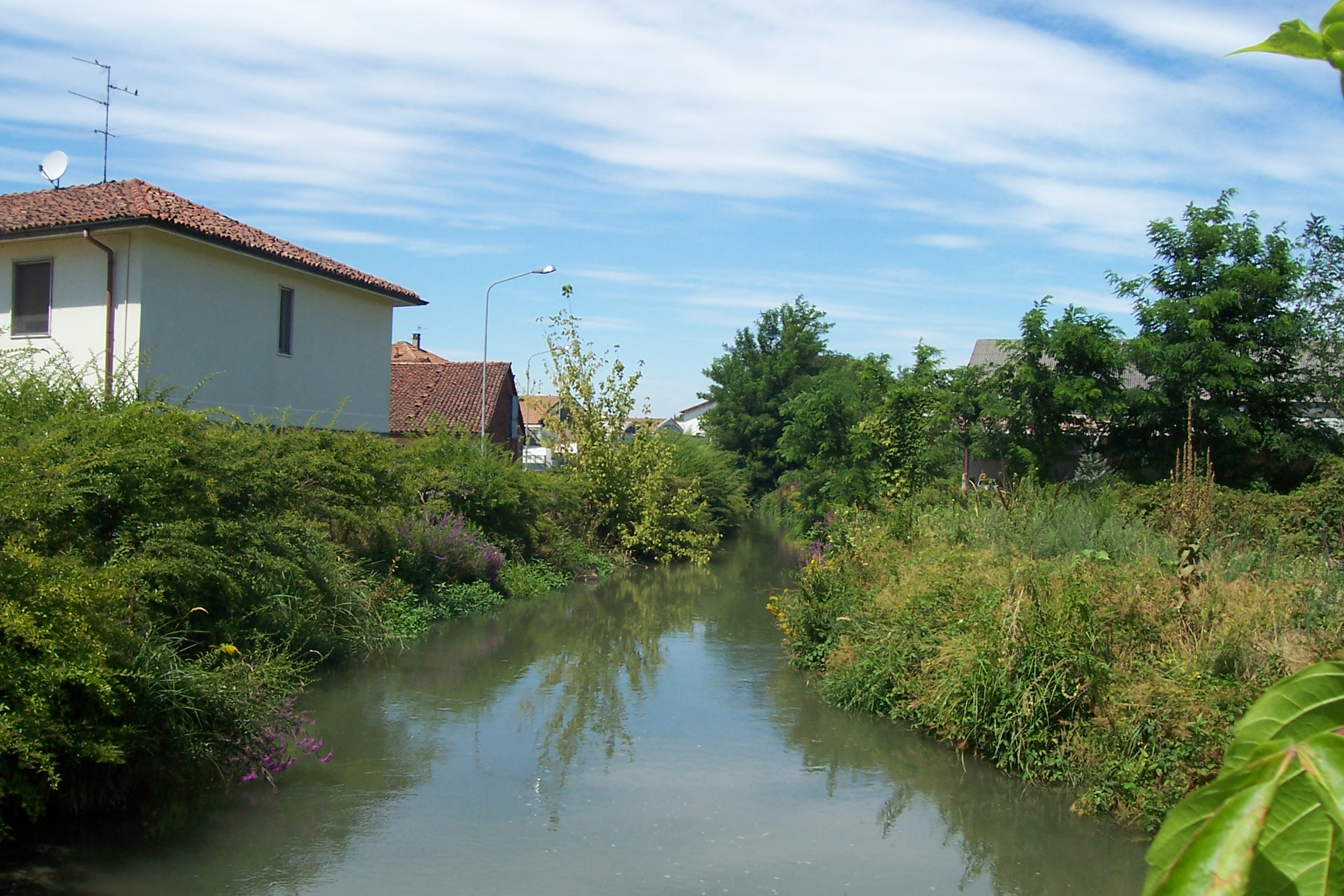
La Roggia Grande a Corteolona
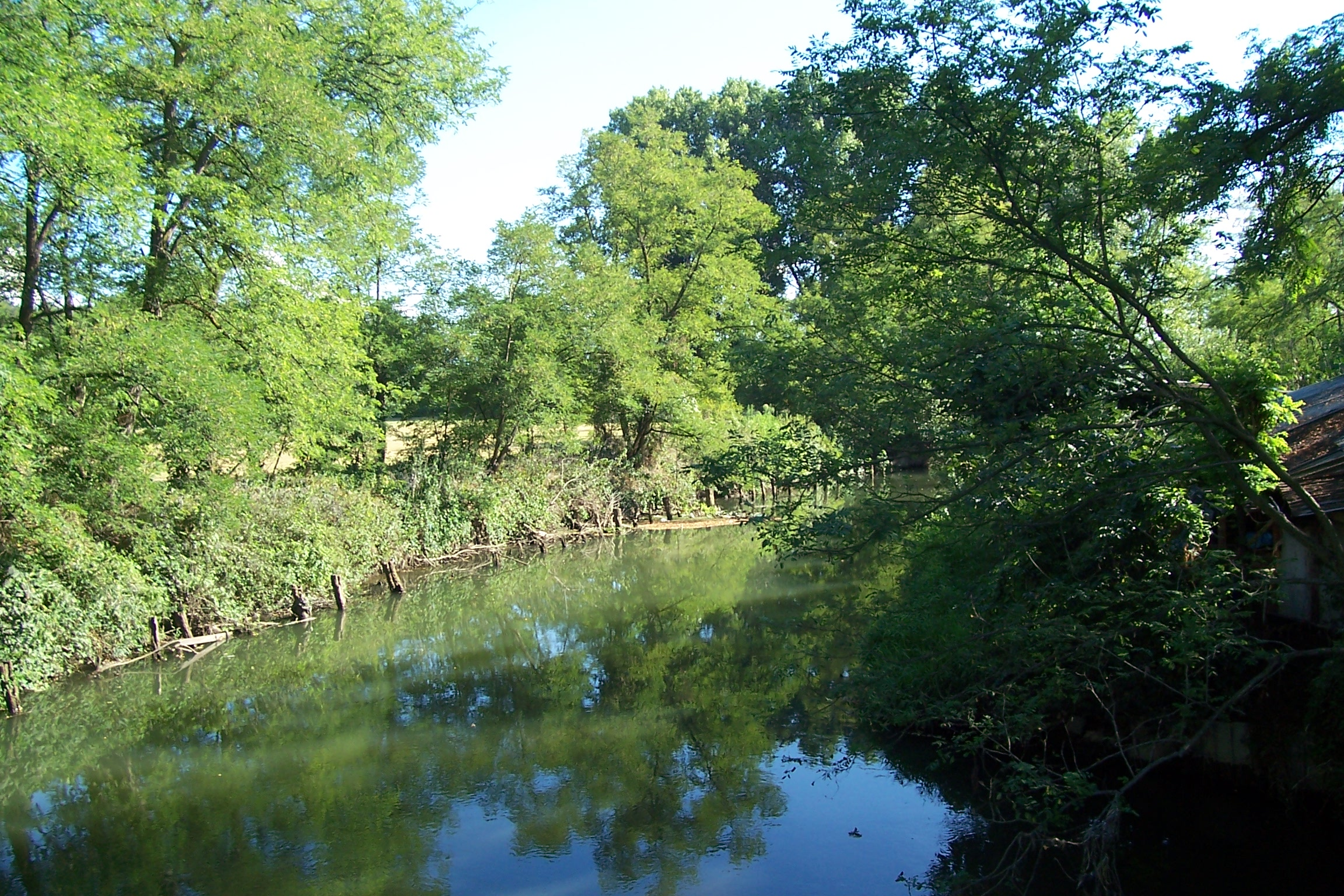
L'Olona inferiore a Lardirago
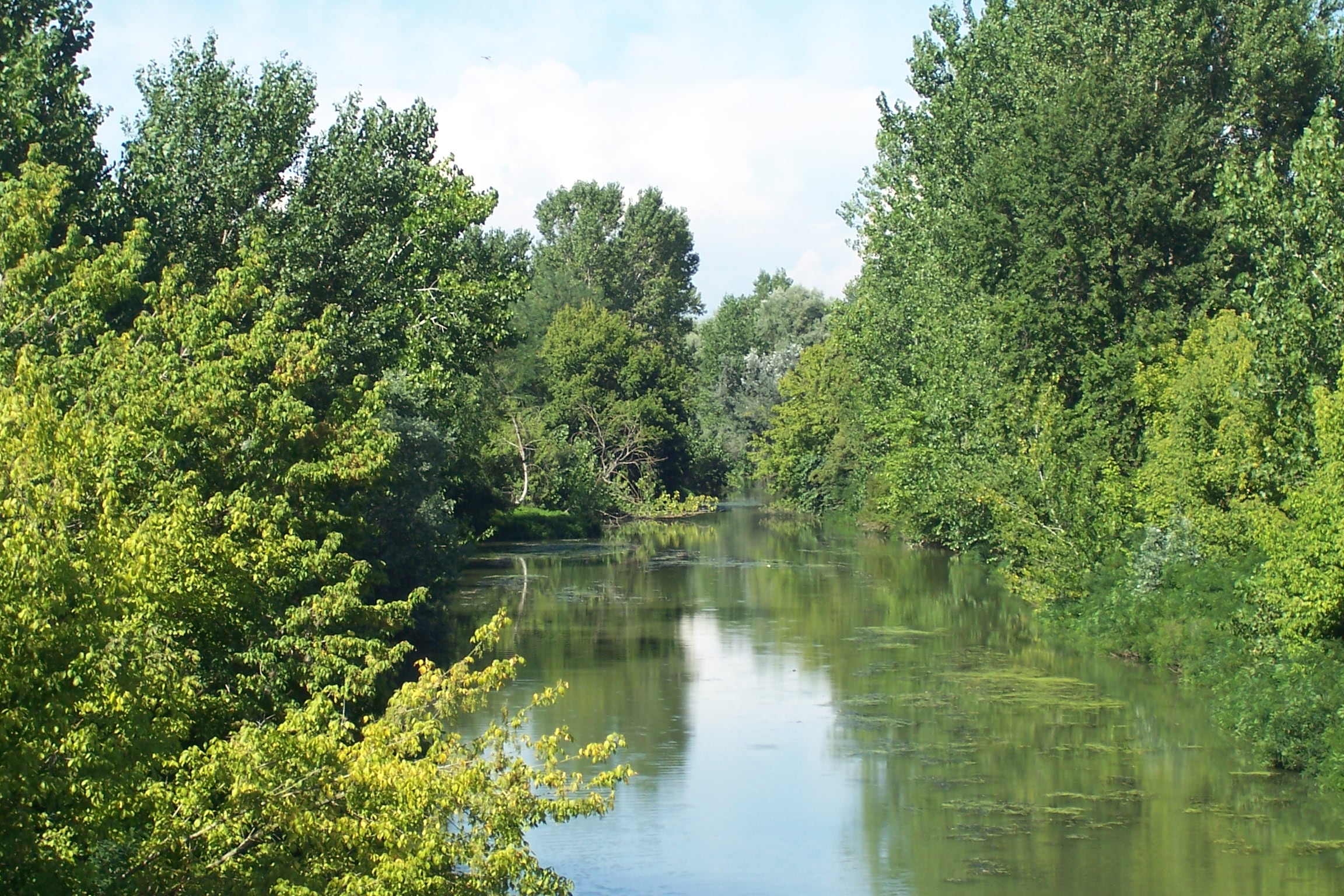
Il fiume prima di San Zenone al Po

### Il territorio dove nasce

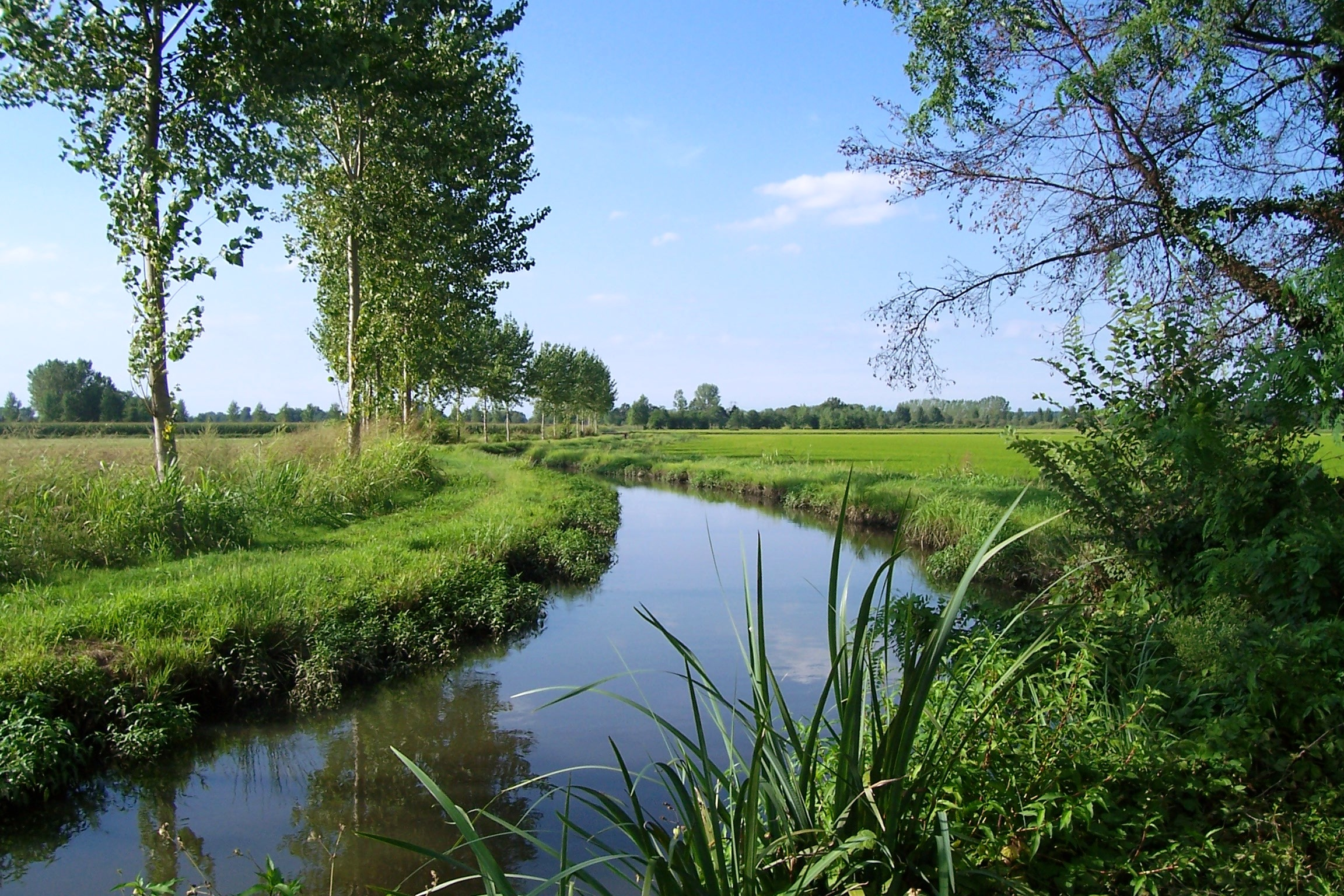
L'Olonetta in un tipico paesaggio della Bassa
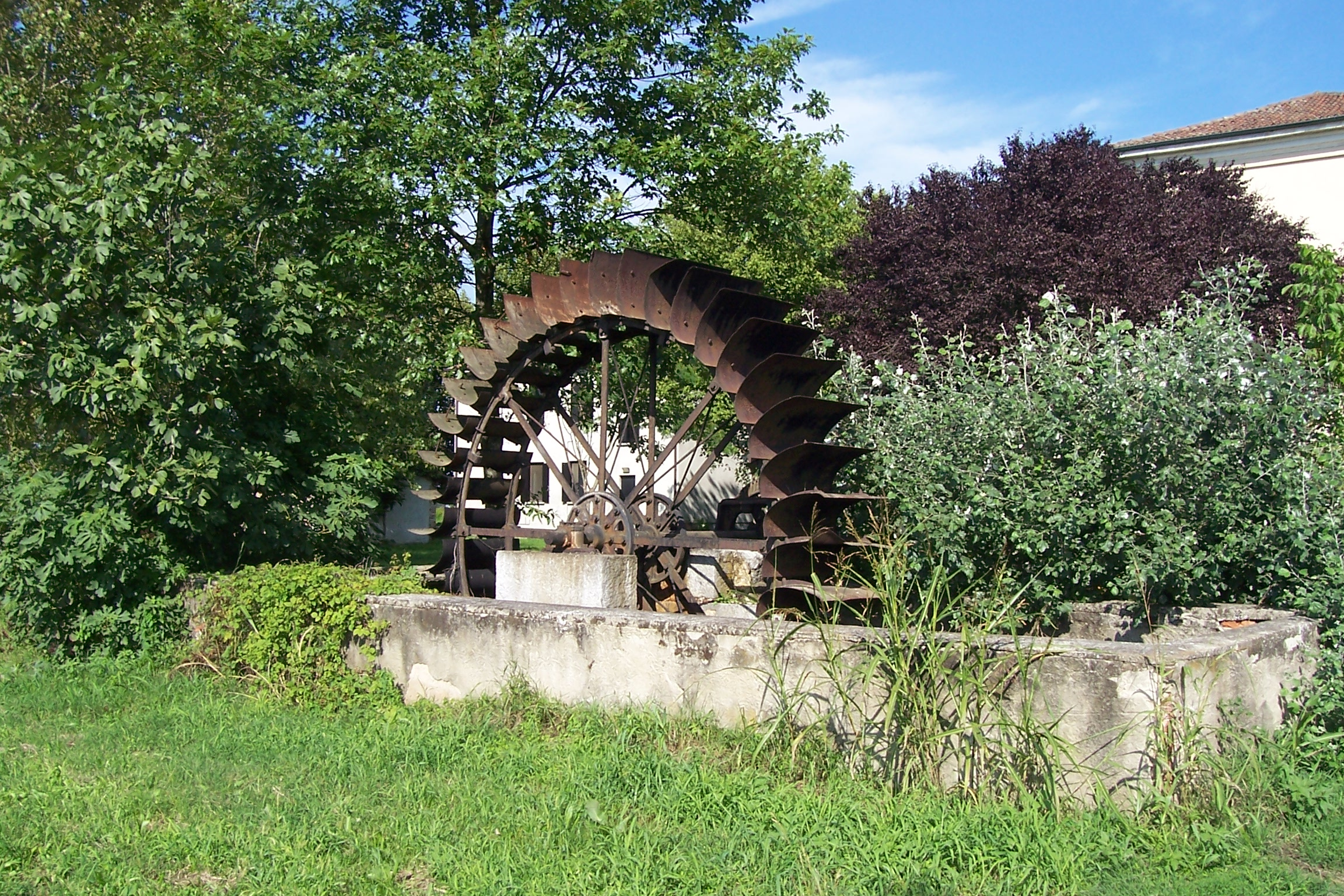
Settimo, la ruota del mulino era azionata direttamente dalla sorgente
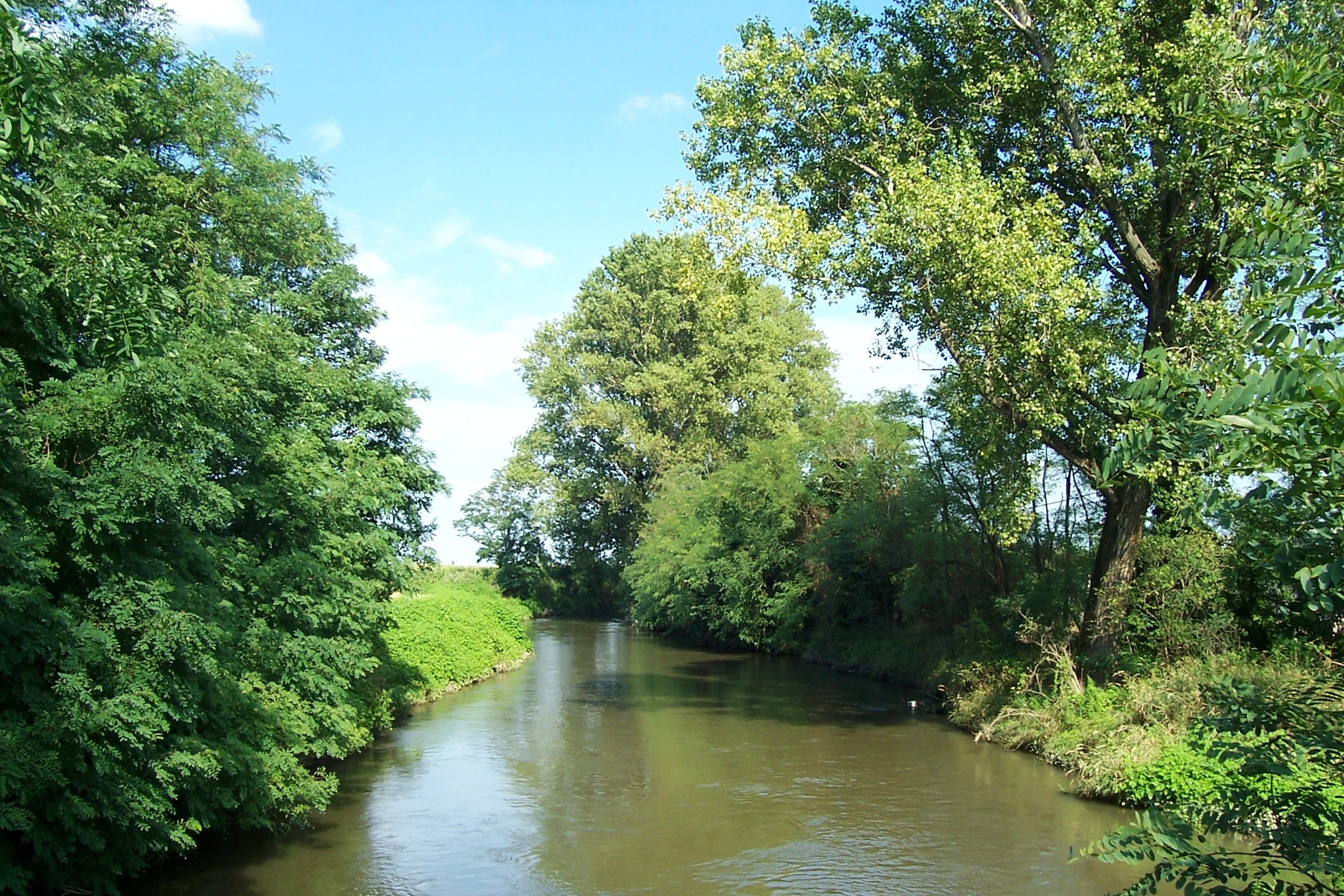
Il "Roggione" a Corbesate
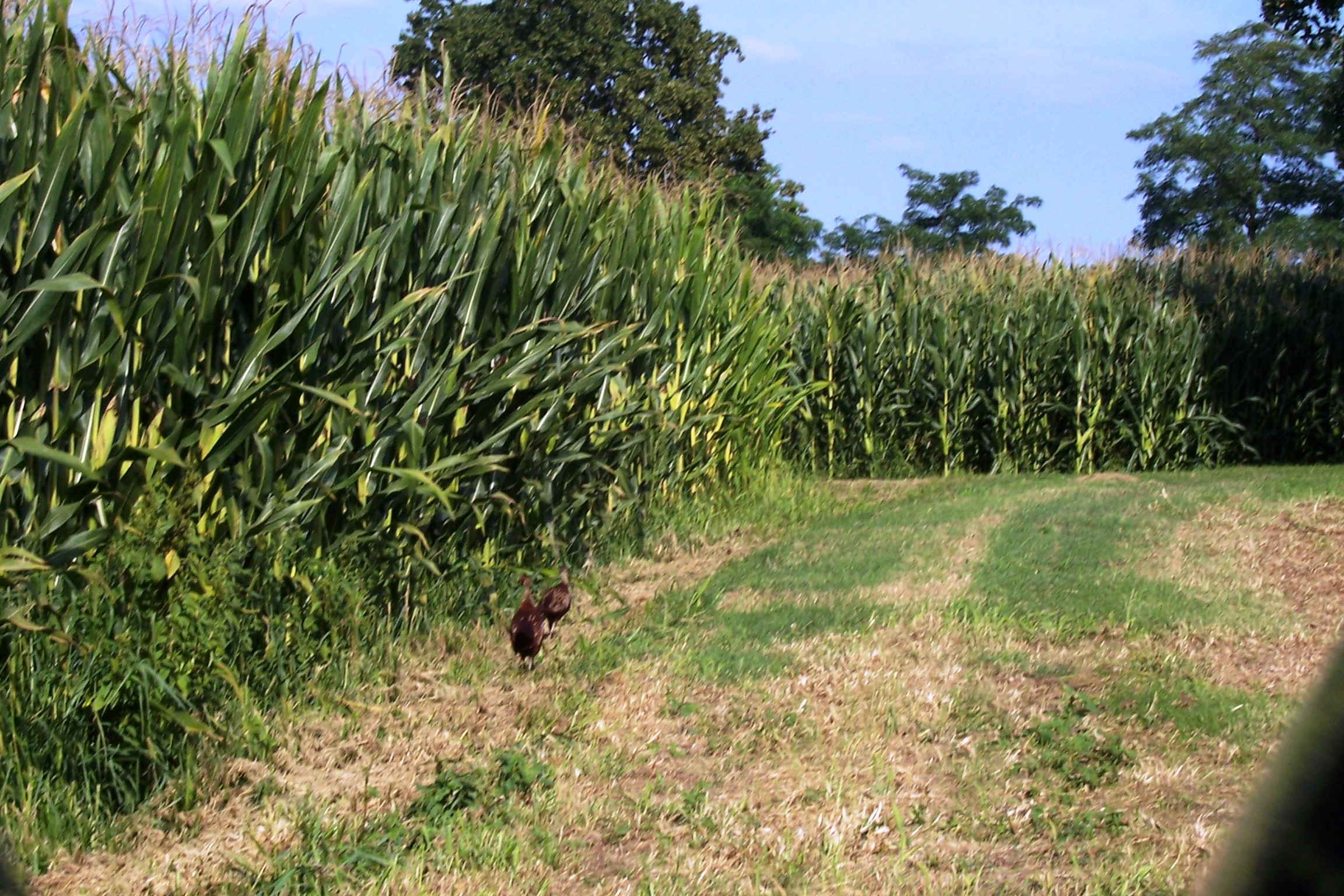
Fagiani tra il mais a cascina settimo
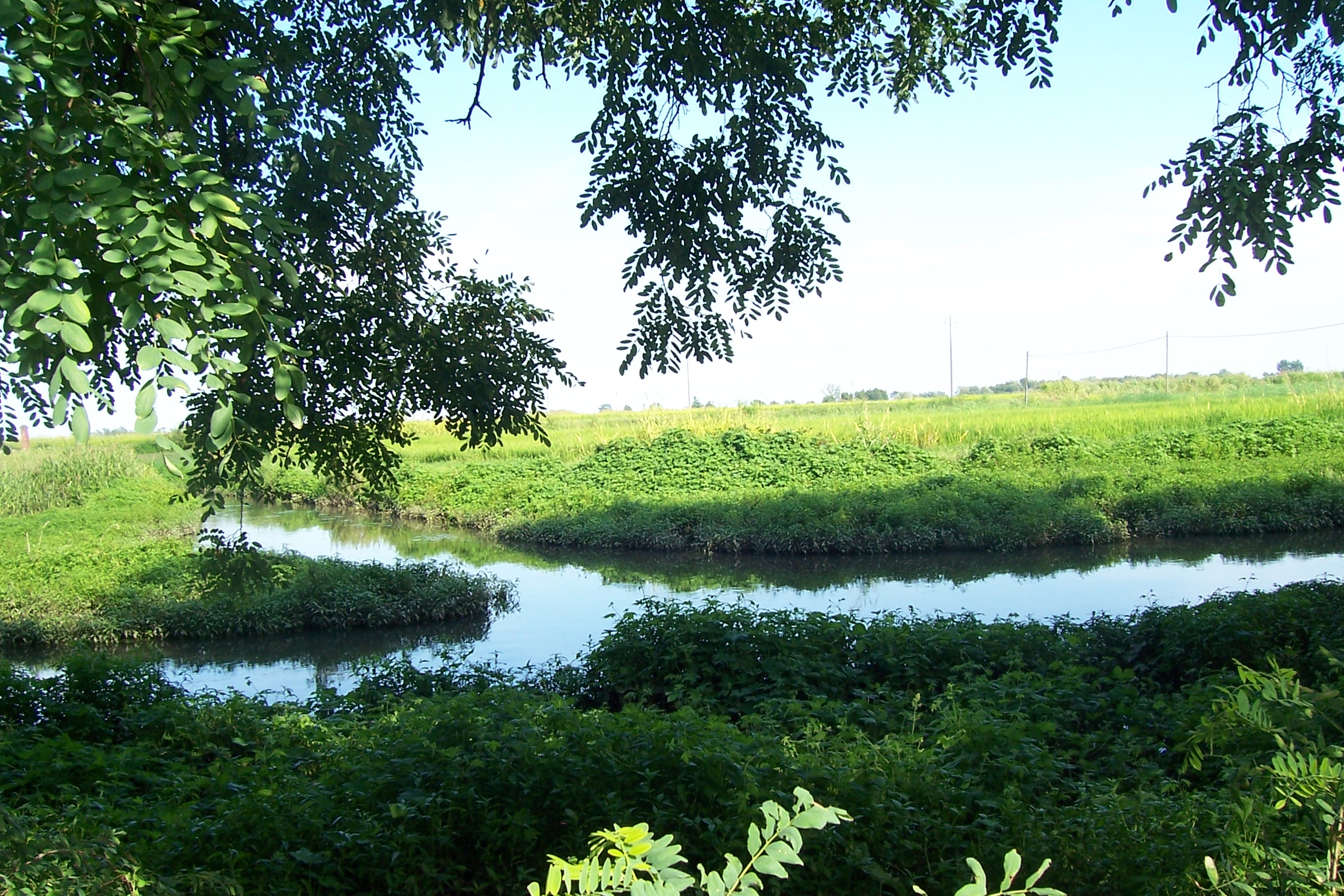
La roggia Misiana sfocia nell'Olonetta
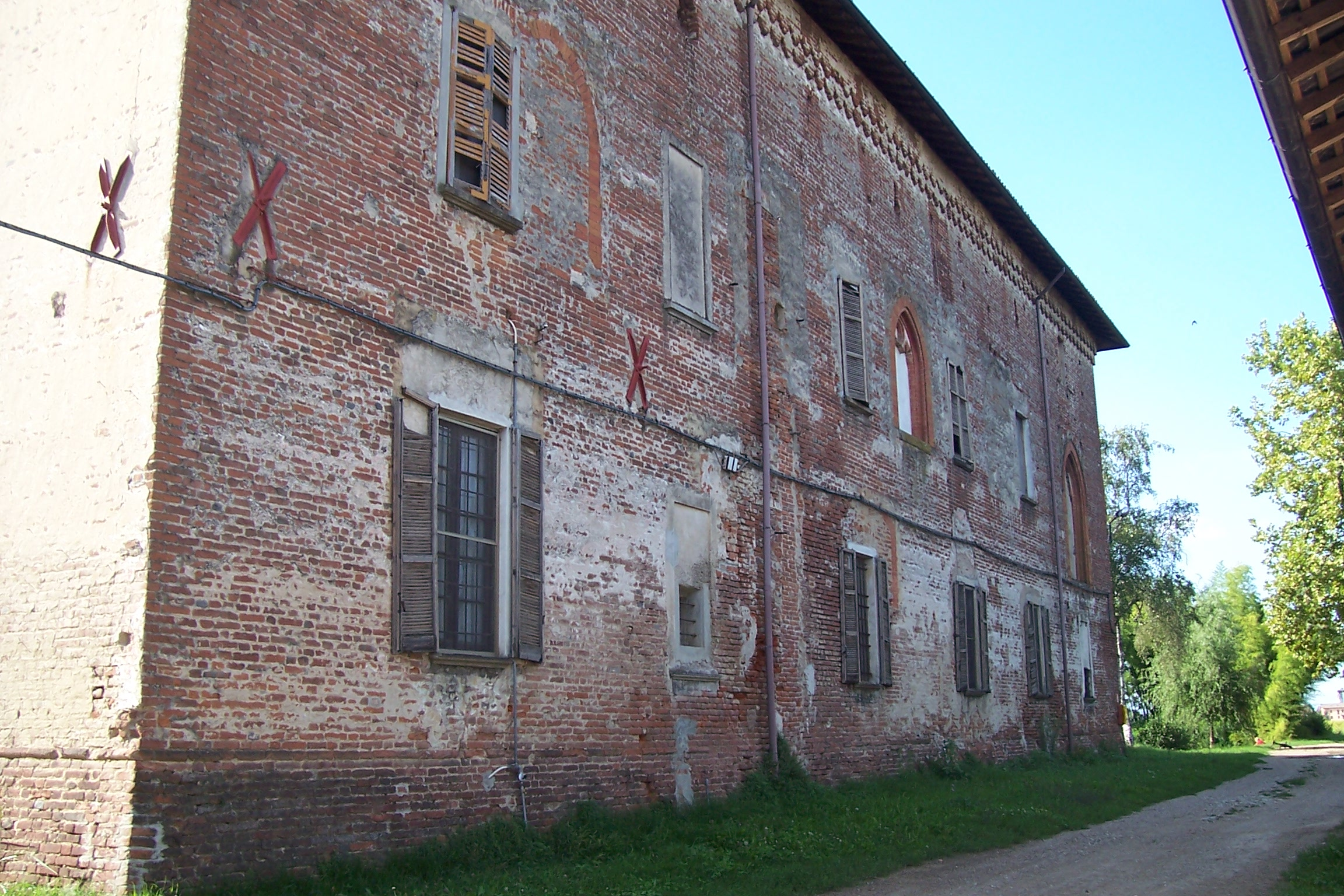
Fa parte della cascina Settimo l'antico castello di Bornasco, del XIII secolo